# Leonard P. Howell
Leonard Percival Howell (* 16. Juni 1898 in Parish of Clarendon, Jamaika; † 1981 in Kingston, Jamaika) war ein bedeutender Vertreter der Rastafari-Religion. Er war auch unter seinem religiösen Namen The Gong oder G. G. Maragh (für Gong Guru) bekannt. Howell war einer der ersten bedeutenden Prediger der Rastafari-Bewegung (zusammen mit Joseph Hibbert, Archibald Dunkley und Robert Hinds). Teilweise wird er als The First Rasta („Der erste Rasta“) bezeichnet. Seiner Meinung nach sollten sich die auf dem amerikanischen Kontinent lebenden Schwarzen auf ihre religiöse und kulturelle Heimat in Afrika besinnen. Er forderte die Schwarzen auf, stolz auf sich und ihre Herkunft zu sein.
Nach der Biographin Hélène Lee war Howells Ursprungsfamilie anglikanisch. Howells Eltern Thomas und Clementina Howell waren selbständige Landwirte und ermutigten Leonard zu reisen. In den 1920er Jahren verließ er daraufhin Jamaika per Schiff, reiste in die Vereinigten Staaten und studierte dort, insbesondere in New York. Durch seine radikale Haltung geriet er in Konflikt mit den etablierten Autoritäten in Jamaika: den Plantagenbesitzern, den Handelsgesellschaften, den etablierten Kirchen, der Jamaica Constabulary Force und der Kolonialmacht. Insgesamt wurde er über 50 mal festgenommen. Er gründete in den frühen 1940er Jahren eine Kommune mit dem Namen „Pinnacle“ in Saint Catherine Parish, die als religiöse Stätte der Rastafarians bekannt wurde. 
Heute bewahrt die Leonard P. Howell Foundation sein Andenken und verbreitet seine Ideen.

## Howells Doktrinen
Howell veröffentlichte seine Ideen und Doktrinen unter dem Titel The Promise Key unter dem Pseudonym G. G. Maragh. Da die Erwartungen der Rastafari-Religion politische Forderungen enthält, mischte sich sein religiös-kulturelles Engagement mit seinem Einsatz als Bürgerrechtler. Seine wesentlichen Forderungen waren:
- Anerkennung Haile Selassies I. als lebenden und einzigen Führer der schwarzen Menschen
- Achtung vor der Würde der schwarzen Menschen
- Opposition gegen die Unterdrückung
- Gottes Vergeltung für die Unterdrücker
- Ablösung der Unterdrücker und Humanisierung ihrer Institutionen
- Vorbereitung auf die Rückkehr nach Afrika
- Zurückeroberung Afrikas durch die schwarzen Menschen

Für seine Forderungen und Überzeugungen wurde Howell mehrmals inhaftiert. Dies mehrte sein Ansehen in der Rastafari-Bewegung und darüber hinaus.